# Synete
Synete is een geslacht van vlinders van de familie tandvlinders (Notodontidae), uit de onderfamilie Notodontinae.

## Soorten
- S. aberrans Kiriakoff, 1968
- S. albipunctella Kiriakoff, 1959
- S. anna Kiriakoff, 1964
- S. argentescens (Hampson, 1910)
- S. boops Kiriakoff, 1968
- S. dirki Kiriakoff, 1959
- S. frugalis Kiriakoff, 1959
- S. helgae Kiriakoff, 1959
- S. julia Kiriakoff, 1968
- S. margarethae Kiriakoff, 1959
- S. olivaceofusca (Rothschild, 1917)
- S. parallelis Kiriakoff, 1979
- S. picta Kiriakoff, 1959
- S. schistacea Kiriakoff, 1968
- S. semiarcuata Kiriakoff, 1968
- S. streptopelia Kiriakoff, 1959
- S. strix Kiriakoff, 1968
- S. subarcuata Kiriakoff, 1979
- S. subcaeca Kiriakoff, 1959
- S. ursula Kiriakoff, 1968
- S. vaumaculata Kiriakoff, 1962